# Dero hylae
Dero hylae är en ringmaskart som beskrevs av Goodchild 1951. Dero hylae ingår i släktet Dero och familjen glattmaskar. Inga underarter finns listade i Catalogue of Life.